# Venceslau I al Boemiei
Venceslau I Přemysl, supranumit numit cel Chior (în cehă Václav I, Jednooký; n. 1205, Praga, Regatul Boemiei – d. 23 septembrie 1253, Počaply⁠(d), Țările Coroanei Boeme, Sfântul Imperiu Roman), aparținând dinastiei Přemyslid, a fost rege al Boemiei între 1230 și 1253. 

## Biografie
Venceslau a fost fiul regelui Ottokar I al Boemiei și al soției sale Constanța, fiica lui Béla al III-lea, regele Ungariei.

### Domnia timpurie
Pe 6 februarie 1228 Venceslau a fost încoronat fiind alături de tatăl său coregent al Regatului Boemiei. La 15 decembrie 1230 Ottokar I a murit, iar Venceslau l-a succedat la tronul Boemiei continuând politica dinastiei Přemyslid. El a încurajat stabilirea germanilor în satele și orașele din Boemia și Moravia, având ca scop modernizarea agriculturii și impulsionarea mineritului. În Praga clădirile din piatră au început să le înlocuiască pe cele din lemn ca urmare a influenței noilor locuitori. În timpul domniei sale au fost întemeiate noi orașe și construite mânăstiri (în special ale ordinului cistercian). Printre altele au fost fondate orașele Trautenau și Schlan (astăzi Slany). Potrivit istoricului Palacký, Venceslau era un vânător pasionat, talentat și energic, fiind înclinat spre o viață luxoasă. El a pierdut un ochi în timpul unei vânători ceea ce i-a adus porecla „cel chior” (în cehă jednooký). La curtea lui Venceslau erau organizate turniruri de care se pare că se ocupa cavalerul german Holger von Friedberg. Curtea regală găzduia mulți menestreli printre care se spune că era și Walther von der Vogelweide.
Primul obiectiv urmărit de Venceslau a fost încheierea disputei cu ultimul membru al Casei de Babenberg, ducele Frederic al II-lea al Austriei, deoarece era îngrijorat de pornirile expansioniste ale acestuia. Totuși când Frederic și-a respins soția, Evdochia Sofia Lascarina, fiica împăratului bizantin și cumnata regelui maghiar, pentru că nu îi dăruise nici un urmaș, mama lui Venceslau, care se trăgea din Ungaria, a considerat aceasta ca fiind o insultă. De aceea Venceslau a invadat Austria. La rândul său, Frederic a invadat Moravia profitând de o dispută între Venceslau și fratele său mai mic, Přemysl al Moraviei, cucerind castelul Bítov care era considerat de nepătruns. Venceslau, care era în apropiere cu armata sa, nu a intervenit. Când Frederic s-a îmbolnăvit și s-a retras în ducatul Austria, Venceslau a profitat de situație și a cucerit Brno.
Expansionismul lui Frederic a provocat îngrijorarea și protestele altor câțiva conducători. În 1236 împăratul Sfântului Imperiu Roman, Frederic al II-lea, a fost implicat într-un război împotriva Ligii Lombarde. El a cerut lui Venceslau și altor conducători din Sfântul Imperiu Roman, să-i acorde sprijin în război cu o parte din trupele lor. Venceslau era conducătorul unui grup de prinți care și-au exprimat reticența de a abate orice trupă de la apărarea propriilor lor teritorii, invocând teama invaziei dinspre ducatul Austriei. În această situație ei au cerut intervenția imperială.
În iunie 1236, împăratul a impus o interdicție imperială ducelui de Austria, Frederic al II-lea. Trupele trimise împotriva ducelui l-au forțat pe acesta să fugă din Viena la Wiener Neustadt. Împăratul a instituit conducerea imperială directă atât în Austria, cât și în ducatul Stiria, deținut și de ducele fugar. Ekbert de Andechs-Meranien, fost episcop de Bamberg a fost numit guvernator în cele două ducate din februarie până la moartea sa pe 5 iunie 1237. Venceslau a fost nemulțumit de această expansiune a autorității imperiale directe în apropierea granițelor sale. Preocuparea celor doi prinți, Frederic al II-lea și Venceslau, că puterea crescândă a împăratului le-ar putea slăbi propria putere a dus la negocieri politice care s-au încheiat prin stabilirea păcii. Ducele Frederic al II-lea a logodit-o pe nepoata sa Gertruda cu Vladislav, fiul lui Venceslau. Ca zestre Gertruda a adus în căsătorie teritoriile de la nord de Dunăre, menținând și consolidând astfel alianța celor doi prinți.
Venceslau și Frederic și-au găsit un alt aliat în persoana lui Otto al II-lea, duce de Bavaria. În iunie 1239, Venceslau și Otto au părăsit Dieta imperială de la Eger, renunțând a-l mai servi pe împăratul Frederic al II-lea care fusese excomunicat. În 1241 împăratul Frederic al II-lea i-a numit pe Venceslau și pe Henric Raspe, landgraful Turingiei, guvernatori imperiali pentru fiul său minor, Conrad al IV-lea, pentru a preveni un război iminent între prinții germani rivali. În ciuda intenției lor de a alege un alt rege, aceasta nu s-a întâmplat până în 1246 când Henric Raspe a fost ales rege romano-german contracandidații lui fiind împăratul Frederic al II-lea și fiul său, Conrad al IV-lea .

### Invazia mongolă

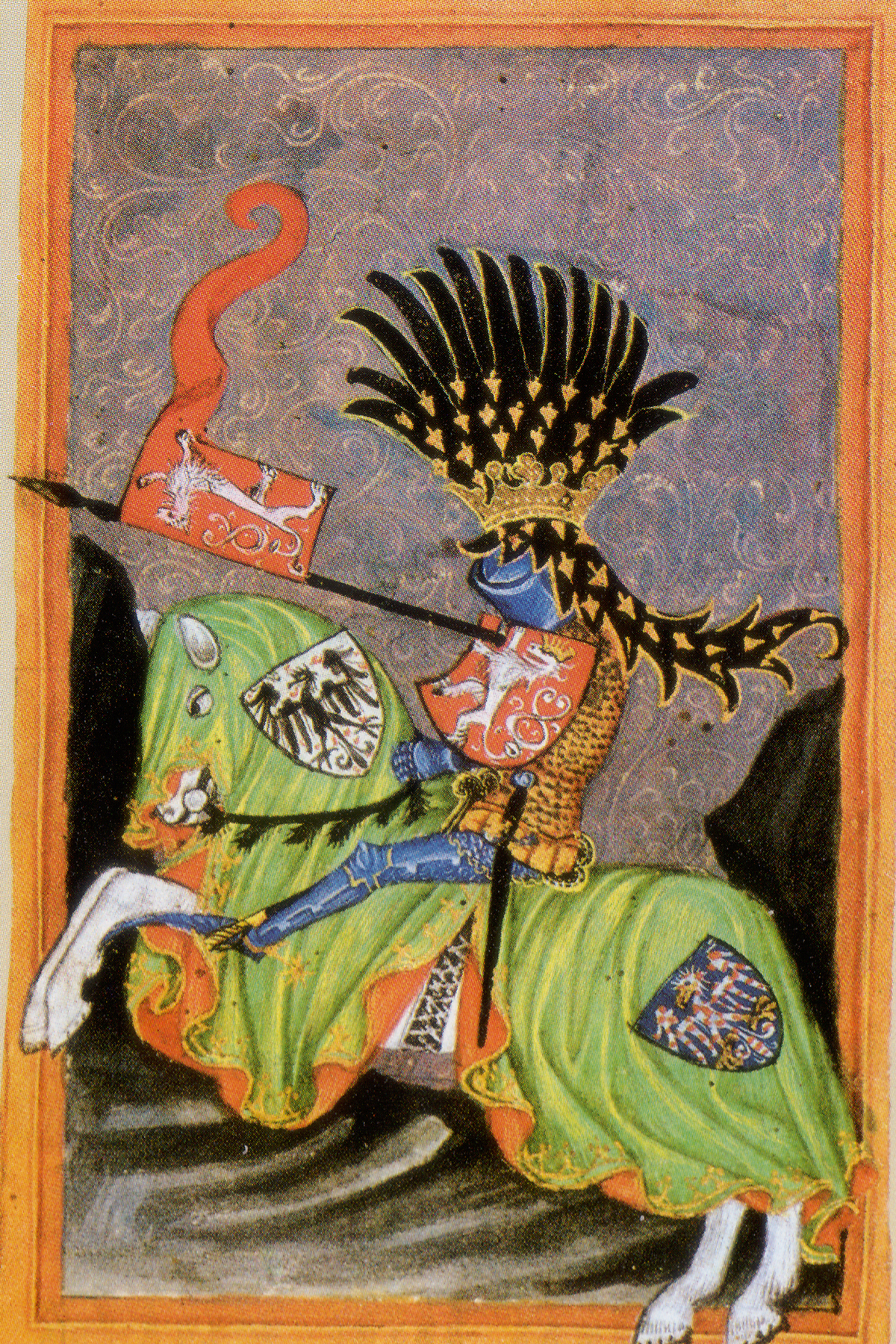
Portretul lui Venceslau în Codex Gelnhausen (începutul secolului al XV-lea)

În 1241 Venceslau a respins cu succes invazia mongolilor conduși de Batu Han și Subutai, în Boemia. În timpul Marii invazii mongole aproximativ 20 000 de mongoli conduși de Baidar, Kadan și Orda Han au atacat regatul Poloniei, Silezia și Moravia provocând mari distrugeri.
Ducele Henric al II-lea cel Pios, ducele Sileziei, i-a cerut ajutorul cumnatului său Venceslau, în lupta împotriva mongolilor. În timp ce Venceslau deplasa 50 000 de soldați spre Legnica, Henric al II-lea nerăbdător a atacat mongolii fără ajutorul lui, ceea ce a avut ca urmare Bătălia de la Liegnitz (Legnica). În urma victoriei mongolilor, Venceslau s-a întors pentru a proteja Boemia. Pe drumul de întoarcere prin Turingia și Saxonia a adunat forțe noi înainte de a se retrage în zona muntoasă din Boemia, al cărei teren dificil reducea mobilitatea cavaleriei mongole. Când o avangardă mongolă a atacat Kłodzko, cavaleria boemă i-a învins cu ușurință în trecătoarele montane.   După eșecul împotriva armatei lui Venceslau, mongolii conduși de Baidar și Kadan au părăsit Boemia și Polonia, plecând spre sud pentru a se reuni cu Batu Han și Subutai în Ungaria (care îi învinseseră pe unguri în bătălia de la Muhi).
Când Subutai a aflat în 1242 că marele Han Ögedei murise în anul precedent, a retras armata mongolă spre est, deoarece Ginghis Han stabilise înainte că toți descendenții marelui Han (Hagan) trebuie să se întoarcă în capitala mongolă Karakorum pentru a fi ales următorul Hagan. Astfel istoria a înregistrat succesul lui Venceslau împotriva invadatorilor, iar cronicarii au trimis mesaje împăratului Frederic al II-lea despre „apărarea sa victorioasă”.

### Pretenția dinastiei Přemyslid la Ducatul Austriei
La 15 iunie 1246 Frederic al II-lea, ducele de Austria, a fost ucis în bătălia de pe râul Leitha împotriva lui Béla al IV-lea al Ungariei. Moartea sa a pus capăt domniei dinastiei Babenberg în Austria. Problema succesiunii sale a fost disputată de-a lungul mai multor ani între diferiți moștenitori. Politica externă a lui Venceslau s-a concentrat pe aducerea  Austriei sub stăpânirea Dinastiei Přemyslid. Între timp, împăratul Frederic al II-lea a plasat din nou ducatul Austriei sub conducere imperială directă. Cu toate acestea, guvernatorul imperial Otto von Eberstein s-a confruntat cu o rebeliune austriacă, astfel că beneficiile de pe urma acestei conduceri nu s-au făcut imediat resimțite.
Privilegium Minus, documentul prin care margrafiatul Austria a fost ridicat la rang de ducat pe 17 septembrie 1156, a permis ca linia feminină a Casei Babenberg să poată succeda la tron. De aceea Gertruda de Babenberg, nepoata ducelui Frederic al II-lea, a putut să revendice ducatul Austria. Venceslau a aranjat căsătoria Gertrudei cu fiul său cel mare, Vladislav, margraful Moraviei. Vladislav a fost declarat duce de Austria ca „drept al soțului” (jure uxoris) reușind să obțină și sprijinul unei părți a nobilimii austriece. Pe 3 ianuarie 1247 Vladislav a murit după o scurtă boală, iar planul inițial al lui Venceslau a pierdut susținerea austriacă. Gertruda a continuat să revendice ducatul Austria. Ulterior ea s-a căsătorit cu Herman al VI-lea, margraful de Baden.

### Rebeliunea
În 1248 Venceslau s-a confruntat cu o rebeliune a nobilimii din Moravia, condusă de propriul său fiu, Ottokar al II-lea, care fusese ademenit de nobilii nemulțumiți să conducă rebeliunea lor. El a primit în această perioadă porecla „regele mai tânăr” (în cehă mladší král). Venceslau a reușit să-i învingă pe rebeli la Brüx (Most) și l-a închis pe fiul său care a trebuit să i se supună. Ottokar al II-lea a fost rege al Boemiei între 31 iulie 1248 și noiembrie 1249.
La sfârșitul anului 1250 atât împăratul Frederic al II-lea cât și margraful Herman al VI-lea de Baden, au murit. Cel din urmă nu fusese niciodată acceptat de nobilii austrieci. Gertruda și singurul său fiu, margraful Frederic I de Baden, au continuat să revendice Ducatul Austria. Venceslau a invadat Austria și l-a eliberat pe fiul său, Ottokar al II-lea, l-a numit margraf de Moravia și l-a proclamat Duce al Austriei, fiind aclamat de nobilime. Pentru a-și asigura drepturile dinastice asupra Austriei, Venceslau l-a logodit pe fiul său Ottokar cu Margareta de Babenberg care era sora ducelui Frederic al II-lea și mătușa Gertrudei. De asemenea, ea era văduva lui Henric al II-lea de Suabia, care murise în 1242. Deși Margareta avea 47 de ani, iar Ottokar doar 22 de ani, căsătoria lor a avut loc la 11 februarie 1252 în capela Castelului Hainburg.
Venceslau nu s-a bucurat mult timp de victoria sa. El a murit pe 23 septembrie 1253 și a fost succedat la tron de fiul său, Ottokar al II-lea.
Sub domnia lui Venceslau I, curtea regală a cultivat stilul de viață tipic Europei occidentale, care includea turnirurile, arta lirică și cântăreții de curte. Guvernarea sa este asociată cu fondarea statului ceh, cu creșterea influenței politice cehe în Europa și cu dezvoltarea vieții urbane, a comerțului și a meșteșugurilor.
Venceslau, ca și tatăl său, Ottokar I, și fiul său, Ottokar al II-lea, a susținut stabilirea etnicilor germani în Boemia. De asemenea, el a fost cel care a acordat pentru prima dată privilegii evreilor în schimbul unor mari sume de bani.

## Căsătoria și descendenții
În 1224 Venceslau s-a căsătorit cu Cunigunda de Hohenstaufen, a treia fiică a regelui romano-german Filip de Suabia, și a soției sale, Irina Angelina.
Din această căsătorie au rezultat patru copii:
- Vladislav al III-lea al Moraviei (c. 1228–1247)[16] margraf al Moravia și moștenitor al ducatelor Austria și Stiria în 1246/1247, căsătorit în 1246 cu Gertruda de Babenberg;
- Ottokar al II-lea al Boemiei (c. 1230–1278)[17] căsătorit în 1252 cu Margareta de Babenberg;
- Beatrice (c. 1231–1290), căsătorită în 1243 cu Otto al III-lea de Brandenburg;[18]
- Agnes (d. 1268), căsătorită în 1244 cu Henric al III-lea de Meissen;
- o fiică; a murit tânără.